# Christlich Soziale Jugend
Die Christlich-Soziale Jugend (CSJ) (luxemburgisch: Chrëschtlech-Sozial Jugend, französisch: Jeunesse Chrétienne-Sociale) ist die Jugendorganisation der christdemokratischen luxemburgischen Chrëschtlech Sozial Vollekspartei. Der Verein wurde im Dezember 1953 gegründet und Gründungsmitglied der Youth of the European People’s Party (YEPP) (Jugend der Europäischen Volkspartei), die 1997 etabliert wurde, und unterhält gute Beziehungen zu ihren Schwesterparteien aus den Nachbarstaaten Belgien (Jeunes CdH und Jong CD&V), Deutschland (JU – Junge Union Deutschlands) und Frankreich (Jeunes Populaires).
Auf dem Nationalkongress 2016 wurde Elisabeth Margue zur ersten weiblichen Vorsitzenden der Jugendorganisation gewählt.
Der CSJ gehören ebenfalls die Studentenvertretung CSJ Schüler a Studenten an. Mitglied der Jugendorganisation ist jeder Angehörige der CSV zwischen 16 und 33 Jahren.
Der Verein ist Mitglied der CGJL (Conférence générale des Jeunes Luxembourgeoises, Jugendkonferenz Luxemburgs).